# English Amateur Championship 1916
L'English Amateur Championship 1916 è stato il primo ed ultimo evento amatoriale di snooker del 1916 e la 1ª edizione di questo torneo, che si è disputato dal 28 agosto al 6 settembre 1916, presso la Orme's Rooms di Londra, in Inghilterra.
Il torneo è stato vinto da Charles Jacques, che si è aggiudicato, così, il suo 1° English Amateur Championship, e il suo 1º titolo amatoriale in carriera.

## Formula
Questa è stata la 1ª edizione dell'English Amateur Championship, considerato uno dei torne i amatoriali più prestigiosi di questo sport. La competizione, che venne disputata con il nome di Amateur Snooker Championship, ha decretato il vincitore di ogni incontro in base al punteggio complessivo dell'intero match.

## Fase a eliminazione diretta
| Turno 1                    | Ottavi di finale           | Quarti di finale           | Semifinali                 | Finale                     |
| -------------------------- | -------------------------- | -------------------------- | -------------------------- | -------------------------- |
| Durata massima di 3 frames | Durata massima di 3 frames | Durata massima di 3 frames | Durata massima di 3 frames | Durata massima di 3 frames |

### Turno 1
| Giocatore 1     | Giocatore 2    | Risultato       |
| --------------- | -------------- | --------------- |
| F West          | CE Johnson     | 2 - 0 (91-68)   |
| E Shallfor      | L Ardern       | 3 - 0 (184-86)  |
| H Sefton        | Sydenham Dixon | 2 - 0 (193-129) |
| EC Pledger      | FA Duplock     | 2 - 1 (156-92)  |
| Charles Jacques | H Lee          | 2 - 0 (153-72)  |

### Ottavi di finale
| Giocatore 1     | Giocatore 2    | Risultato       |
| --------------- | -------------- | --------------- |
| H Sefton        | F West         | 2 - 1 (178-127) |
| EC Pledger      | Douglas Ascot  | 3 - 0 (180-110) |
| SA Mussabini    | VJ Pulman      | Forfait         |
| RS Mason        | GJ Groves      | 3 - 0 (177-82)  |
| Harry Lukens    | VD Duval       | 2 - 1 (182-109) |
| Charles Jacques | E Shallfor     | 2 - 1 (151-108) |
| Austin Fay      | George Allison | 2 - 0 (134-43)  |
| GJ Calder       | Harold Hardy   | 2 - 1 (177-93)  |

### Quarti di finale
| Giocatore 1     | Giocatore 2  | Risultato       |
| --------------- | ------------ | --------------- |
| H Sefton        | EC Pledger   | 3 - 0 (166-113) |
| RS Mason        | SA Mussabini | 2 - 1 (146-124) |
| Charles Jacques | GJ Calder    | 2 - 1 (139-131) |
| Austin Fay      | Harry Lukens | 2 - 1 (142-125) |

### Semifinali
| Giocatore 1     | Giocatore 2 | Risultato      |
| --------------- | ----------- | -------------- |
| H Sefton        | RS Mason    | 2 - 0 (128-69) |
| Charles Jacques | Austin Fay  | 2 - 0 (134-65) |

### Finale
| Orme's Rooms, Londra, Inghilterra, Regno Unito, 6 settembre 1916 | Orme's Rooms, Londra, Inghilterra, Regno Unito, 6 settembre 1916 | Orme's Rooms, Londra, Inghilterra, Regno Unito, 6 settembre 1916 |
| Charles Jacques                                                  | 2 - 1 (177-128)                                                  | H Sefton                                                         |
| ---------------------------------------------------------------- | ---------------------------------------------------------------- | ---------------------------------------------------------------- |
| Sessione unica: 1-0 1-1 2-1 (2-1)                                |                                                                  |                                                                  |
| Charles Jacques vince l'English Amateur Championship 1916        |                                                                  |                                                                  |

## Statistiche
Torneo
- 1ª edizione dell'English Amateur Championship[6]
- 2º torneo amatoriale di snooker
- 1º ed ultimo torneo amatoriale del 1916[7]

Giocatori
- 1° English Amateur Championship per Charles Jacques[3]
- 1º titolo amatoriale vinto in carriera per Charles Jacques[2]
- 1ª finale amatoriale disputata da Charles Jacques[8]
- 1ª finale ed ultima amatoriale da H Sefton[9]

Nazioni
- 1º torneo amatoriale disputato in Inghilterra[10]
- 1º titolo amatoriale vinto in Inghilterra per Charles Jacques